# Meir ibn Gabbai
Meir ben Ezekiel ibn Gabbai (in ebraico מאיר בן יחזקאל אבן גבאי) (Spagna, 1480 – XVI secolo) fu un cabalista ebreo vissuto nella Spagna orientale.

## Biografia
Nel suo ventisettesimo anno si lamentava di "dover lavorare sodo" per mantenere se stesso e la sua famiglia (cfr. la fine del suo Tola‘at Ya‘aḳob). Era un cabalista entusiasta, noto per la sua completa padronanza di tutta la tradizione cabalistica, di cui i punti più importanti, per quanto si possa giudicare ora, fu il primo della sua generazione a trattare sistematicamente. Deve quindi essere considerato come il precursore di Moshe Cordovero e di Isaac Luria. La sua prima opera, completata nel 1507 e tenuta in grande considerazione, fu Tola‘at Ya‘aḳob, un'esposizione cabalistica del rituale di preghiera. La sua opera principale, che terminò il 22 dicembre 1531, dopo averci passato sopra otto anni, fu  Avodat Hakodesh, in cui si espone in dettaglio il suo sistema cabalistico, svolgendo un attento studio di Maimonide al fine di confutarlo meglio. Nel 1539 scrisse un'esposizione e difesa delle Sephirot con il titolo Derek Emunah, in risposta al suo allievo Joseph ha-Levi, che lo aveva interrogato riguardo alla sua dottrina delle Sefirot, che aveva basato su Perush ‘Eser Sefirot di Azriel di Gerona.
Gabbai considerava lo Zohar come il libro canonico della Cabala ebraica. Il suo sistema è intriso di panteismo. Dio stesso, come causa prima di tutte le cause, non può essere né concepito, né conosciuto, e non può nemmeno essere menzionato; il nome "Ein Sof" (Nulla Infinito) è solo un ripiego. Anche Keter Elyon, la prima Sephirah, non la si può concepire o immaginare, è coeterna con Ein Sof, sebbene solo il suo effetto; è quello che nella Scrittura viene chiamato "Il Suo Nome". Per suo mezzo le altre Sephirot sono emanate da Dio, come diverse manifestazioni attraverso le quali la Divinità si rende conoscibile. A loro vengono rivolte le preghiere destinate alle diverse denominazioni di Dio, la Cui relazione con esse è la stessa dell'anima col corpo.
Le altre emanazioni sono le sette "hekalot", che procedono dalle Sephirot e rappresentano in un certo modo il mondo femminile in contrapposizione a quello maschile delle Sephirot; le "hekalot" sono i veri contenitori dell'ulteriore evoluzione del mondo. Questa emanazione del mondo da Dio costituisce la "gloria di Dio". La coscienza della dipendenza da Dio, con l'impegno verso di Lui per esserGli uniti e diventare uno con Lui, e riconoscere quindi la Sua unità e effettuarne la realizzazione, si chiama "yiḥud", "l'unione cosciente con Dio", che è lo scopo finale del mondo. L'uomo, riflesso del più alto "hekal", unisce nella sua anima i raggi di tutte le Sephirot e in se stesso in generale, come microcosmo, tutti gli elementi di base dell'essere. La sua anima è quindi in connessione con il mondo superiore, che è in grado di influenzare e stimolare con le sue azioni e aspirazioni; poiché tutto ciò che accade in questo mondo raggiunge come onda radiante in cerchi, le regioni superiori. Riconoscendo e adempiendo i precetti religiosi e morali, l'uomo fa sviluppare l'armonia e l'unione dei vari gradi di creature, e riesce a svolgere il suo compito nella vita – la realizzazione dello "yihud".
Anche il figlio di Gabbai, Ḥayyim, fu un cabalista, mentre suo genero Senior (Señor/Signor?) ben Judah Falcon pubblicò i primi due libri di Gabbai dopo la sua morte, il Tola‘at Ya‘aḳob con la collaborazione di Abraham Reyna a Costantinopoli nel 1560, e l‘Avodat Hakodesh a Venezia nel 1567.